# 山本好彦
山本 好彦（やまもと よしひこ、1958年5月30日 - ）は、静岡県出身の元サッカー選手、サッカー指導者（JFA公認Aコーチジェネラル）。現役時代のポジションはディフェンダー。

## 来歴
静岡県立浜松湖東高等学校を卒業後、大阪商業大学へ入学し上田亮三郎の指導を受けた。
1981年に大協石油四日市サッカー部（コスモ石油サッカー部の前身）に入団、同年監督として入団した鎌田光夫の指導を受け、1985年に地域リーグ決勝大会で山雅クラブなどを下して日本サッカーリーグ2部（JSL）昇格を果たした。
1990年に現役を引退し、4シーズンコスモ石油サッカー部コーチ、1995年から2シーズン監督を務めた。1996年に将来のJリーグ参戦を念頭とし、チーム名に本拠地四日市市を被せ「コスモ石油四日市FC」と改めた。同年の天皇杯では前年度覇者である名古屋グランパスエイトを1-0で破り存在感を示したが、環境が整わず同年を最後にチームは解散した。チーム解散後は社業に専念し、2006年よりJリーグマッチコミッショナー就任。
JFA公認コーチングスクールの同期には、佐々木則夫、霜田正浩、小林伸二等がいる。
2019年2月にヴィアティン三重のゼネラルマネージャー（GM）に就任。2021年6月にヴィアティン三重の監督に就任したが、同シーズン限りで監督およびGMを退任した。

## 選手歴
- 静岡県立浜松湖東高等学校
- 大阪商業大学
- 大協石油四日市/コスモ石油

## 指導歴
- 1990年 - 1996年　コスモ石油
  - 1990年 - 1994年　コーチ
  - 1995年 - 1996年　監督
- 2019年 - 2021年　ヴィアティン三重
  - 2019年 - 2021年　ゼネラルマネージャー
  - 2021年6月 - 同年末　監督